# 春园
春园是中國廣東省廣州市的“五大侨园”之一，位于越秀區东山街道新河浦路22、24、26号，由美国籍華僑黎某建于1920年代初，包括三幢同样的三层中西合璧建筑，高13.5米、宽9.8米、深19.1米。南侧为小河，东侧为恤孤院路。
1923年4月至9月，春园曾为中共中央机关所在地。中国共产党第三次全国代表大会在此筹备。会议召开期间，当时的中共中央领导人陈独秀、李大钊、毛泽东、蔡和森、向警予、张太雷、瞿秋白和共产国际代表马林均在这里下榻。
春园于1993年列为廣州市文物保護單位。2006年，春园作为中共中央机关旧址得到修复，并与中共三大历史陈列馆、中国共产党第三次全国代表大会会址遗址广场等组成中共三大会址纪念馆开放。2012年7月，被列为第七批广东省文物保护单位。2013年，中国共产党第三次全国代表大会会址，包含中共中央机关旧址——春园等在内，被列为第七批全国重点文物保护单位。